# História de Novo Aripuanã
A História de Novo Aripuanã remonta suas origens ao século XVII. Novo Aripuanã é um município brasileiro localizado no interior do estado do Amazonas.
As primeiras expedições registradas com finalidades exploratórias do rio Madeira foi no início de 1617, acentuando-se a partir de 1637. Entre essas expedições estava a de Pedro Teixeira. A vila de Borba é fundada em 1728, sendo a primeira a ser criada na região do Alto Madeira. Com a criação da vila, a economia da região começa a ser impulsionada, com o cultivo de tabaco e café, sendo que esses produtos passam a ser exportados para Belém. Durante todo este tempo, o território que atualmente compõe o município de Novo Aripuanã pertencia à vila de Borba.
Em 1833, Borba perde seu status de vila, por conta dos constantes ataques dos índios muras, e a notável influência de grupos nativistas. A condição de vila só foi recuperada por Borba em 1857, mas logo a localidade perdeu novamente seu status, no mesmo ano. Em 1888, a condição de vila foi restabelecida em Borba definitivamente.